# إيمون لوغران
إيمون لوغران (بالإنجليزية: Eamonn Loughran)‏ مواليد 5 يونيو 1970 في بيليمينا، هو ملاكم أيرلندي يصنف ضمن فئة وزن الوسط. حقق بطولة منظمة الملاكمة العالمية.

## إحصائيات
خاض خلال مسيرته 30 نزالا، فاز في 26 وتعادل في 1 وخسر في 2. فاز بالضربة القاضية في 12 نزالا.

## روابط خارجية
- إيمون لوغران على موقع بوكس ريك (الإنجليزية) (registration required)